# Juin 1900

## Événements
- Le russe devient la langue officielle de l’administration finlandaise.
- Juin - septembre : la France participe à l'expédition internationale lancée pour mater la révolte des Boxers à Pékin.
- 1 juin: Auguste Rodin, au sommet de la gloire, présente un éventail de son œuvre dans un pavillon place de l'Alma, à deux pas de l'exposition officielle. L'exposition est inaugurée par le ministre de l'Instruction publique et des Beaux-Arts Georges Leygues.

- 2 juin : mort en captivité au Gabon de l’almami Samori Touré. Il avait déplacé son empire des contreforts du Fouta-Djalon jusqu’à la Volta noire, y avait instauré un État théocratique puissant, mais sa défaite devant Sikasso (actuel Mali), le refus d’alliance de son voisin Ahmadou et les révoltes de certains de ses vassaux mirent un terme à quarante ans de pouvoir.

- 5 juin : défaite des Boers et occupation de Pretoria par les Britanniques de lord Roberts.
- 7 juin: Des troupes de Boxers commencèrent à arriver en masse à Pékin. La sécurité de la capitale était désormais assurée par le Prince Duan et les forces armées impériales n'intervinrent donc pas pour les arrêter.
- 10 juin (Chine) :  
  - l’impératrice Cixi déclare au grand conseil que les étrangers devaient   être supprimés.
- 11 juin (Chine):
  - le ministre japonais Sugiyama Akira est assassiné.
  - les résidents étrangers et les représentants des puissances tentent de résister. L’amiral anglais Seymour marche de Tianjin sur Pékin à la tête de deux mille hommes mais doit battre en retraite.

- 11 et 12 juin : bataille de Diamond Hill au cours de la seconde guerre des Boers.

- 13 juin (Chine) : les Boxers massacrent les prêtres, les chrétiens indigènes et assaillent les légations.

- 14 juin : 
  - Loi navale en Allemagne, qui porte atteinte à la suprématie maritime britannique.
  - Première édition de la Coupe automobile Gordon Bennett entre Paris et Lyon qui voit la victoire du pilote français Fernand Charron sur une Mors. Il boucle le parcours de 570 km en 9 heures et 9 minutes soit une moyenne de 62 km/h.

- 15 juin : 
  - James Dunsmuir devient premier ministre de la Colombie-Britannique, remplaçant Joseph Martin.
  - Publication à Paris du premier numéro de « L'Éducation Libertaire », revue mensuelle, organe des bibliothèques d'éducation libertaire, qui s'arrêtera en mars-avril 1902.

- 19 juin[1]: création du Comité spécial du Katanga.

- 20 juin : le ministre allemand Klemens von Ketteler est assassiné. Début du siège des légations à Pékin. Les 55 Jours de Pékin voient la résistance de 1 075 civils, 450 militaires européens et japonais, et 2 300 Chinois christianisés contre les Boxers.

- 22 juin : découverte des manuscrits de Dunhuang, datés de 406 à 1002, écrits en chinois, tibétain et sanskrit, par Wang Yuanlu, un moine taoïste chinois dans une grotte de l’oasis[2].

•27 juin : transfert de la Guinée équatoriale à l’Espagne au traité de Paris et accord franco-espagnol sur le Maroc.

## Naissances
- 1er juin : Oum Cheang Sun, premier ministre cambodgien († 1963).
- 22 juin : 
  - Oskar Fischinger, peintre et réalisateur de cinéma allemand († 31 janvier 1967).
  - Jennie Tourel, cantatrice russo-américaine († 23 novembre 1973).
- 24 juin : Gene Austin, chanteur américain († 24 janvier 1972).
- 25 juin : Lord Louis Mountbatten, vice-roi des Indes († 27 août 1979).
- 29 juin : Antoine de Saint-Exupéry, aviateur et écrivain français († 31 juillet 1944).

## Décès
- 2 juin : Samory Touré, souverain africain et combattant contre la colonisation française en Afrique de l'ouest (°vers 1830).
- 5 juin : Stephen Crane, écrivain américain (° 1 novembre 1871).
- 13 juin : Paul Biva, peintre et dessinateur français (° 19 septembre 1851).
- 26 juin : Jules Bara, homme politique belge (° 23 août 1835).